# کارلتون، ناتینگهام‌شر
longitudeکارلتون، ناتینگهام‌شرlatitudeکارلتون، ناتینگهام‌شر
کارلتون، ناتینگهام‌شر (به انگلیسی: Carlton) شهری در منطقهٔ لندن کشور انگلستان است که این کشور خود بخشی از بریتانیا محسوب می‌شود. این شهر در سال ۱۹۹۱ میلادی ۴۷٫۳۰۲ نفر جمعیت داشته و در سرشماری سال ۲۰۰۱ جمعیت آن به ۴۸٫۴۹۳ نفر رسیده‌است. میزان رشد سالانهٔ جمعیت کارلتون، ناتینگهام‌شر ‎۰٫۰۹ درصد می‌باشد و جمعیت این شهر در سال ۲۰۱۲ به ۴۹٫۰۰۰ نفر تغییر یافت.